# From Sea to Shining Sea
Albums de Johnny Cash
Carryin' On with Johnny Cash and June Carter
(1967) At Folsom Prison
(1968)
From Sea to Shining Sea est le vingt cinquième album du chanteur de musique country américain Johnny Cash, produit par Columbia Records en 1968. Toutes les chansons de l'album ont été écrites par Johnny Cash. Aucun single n'a été extrait de l'album.